# Círdan
Círdan (se pronuncia ['ki:ɾdan], en sindarin), que significa «Carpintero de Barcos», es un personaje ficticio del legendarium del escritor J. R. R. Tolkien. Es un Elfo Teleri, pariente del Rey Thingol y del Rey Olwë. Su nacimiento no aparece reflejado en ningún texto de Tolkien, por lo que podría ser uno de los Elfos que despertaron en Cuiviénen. Entre los Teleri recibía el nombre de Nowë.

## Historia

### En la Edad de los Árboles
Cuando Elwë se perdió en el bosque de Nan Elmoth debido al encantamiento de Melian, los Teleri buscaron a su señor, y a causa de ello, no pudieron llegar a la Bahía de Balar, donde el Valar Ulmo había dejado la isla que transportaría a los Elfos hasta Aman. 
Al cabo del tiempo, algunos Teleri abandonaron la búsqueda de Elwë y se encaminaron hacia la costa, esperando que Ulmo regresara para llevarlos a Aman. Ocurrió poco después que su deseo se hizo realidad, pero los Teleri que continuaban con la búsqueda de Elwë, entre ellos Círdan, pidieron un poco de tiempo para poder encontrar a su señor. Sin embargo, Olwë, que ahora era el único Rey de los Teleri, decidió no esperar. Así Círdan y el resto de Teleri que habían permanecido en la Tierra Media se llamaron a sí mismos los Eglath (los “Abandonados”).
Tras dejar la búsqueda de Elwë, los Eglath se fueron diseminando por Beleriand, pero Círdan y un pequeño grupo fueron convencidos por el maia Ossë para que regresaran a la Bahía de Balar y se asentaron en el norte, en Las Falas. Fueron conocidos como los Falathrim (“Pueblo de las Olas”). Fundaron los puertos de Brithombar y Eglarest, y Círdan se convirtió en su señor. 
Círdan pasó mucho tiempo mirando al mar, esperando que Ulmo regresara, pero esto no ocurrió. Así que siguiendo las enseñanzas de Ossë, Círdan volcó todos sus pensamientos y habilidades en la construcción de barcos para poder por fin viajar de esta forma a la Tierra Bendecida. Una noche decidió seguir la luz que brillaba desde Eressëa, porque no podía seguir esperando más, y entonces recibió un mensaje de los Valar en el corazón y le dijeron que todavía no era el momento de hacer el viaje, ya que si esperaba, su trabajo sería recordado durante muchas edades posteriores. Círdan decidió esperar y entonces creyó ver sobre él un barco, brillante como una estrella, que navegaba por el cielo hacia el Oeste. Era un presagio del barco que construiría con Eärendil, Vingilot, y a partir de ese momento, Círdan fue capaz de ver los presagios de todos los acontecimientos importantes que ocurrieron en la Tierra Media.
Cuando Elwë reapareció por fin, reunió a todos los Eglath que pudo y su pueblo fue llamado más tarde por el resto de Elfos, Sindar (los “Grises”). Círdan continuó siendo el Señor de los Falathrim, pero reconoció la autoridad de Elwë como Rey.

### En la Primera Edad
Cuando Morgoth llegó a Beleriand, preparó a sus ejércitos para conquistar toda esa tierra. El pueblo de Círdan se vio obligado a retroceder hasta las costas y fueron sitiados en los puertos de Brithombar y Eglarest. Pero fue entonces cuando los Noldor llegaron desde Helcaraxë y liberaron los puertos.
Debido a la amistad entre Círdan y Finrod, los Noldor reconstruyeron Brithombar y Eglarest y levantaron altos muros para proteger los puertos. Además, Finrod construyó una torre, a la que llamó Barad Nimras, en el cabo oeste de Eglarest, para vigilar el mar por si Morgoth decidía atacar desde allí. 
En 462 PE, Morgoth reanudó sus ataques y envió un gran ejército contra el Rey Fingon en Hithlum. Los Noldor no pudieron contener el ataque y Círdan envió en su ayuda a sus ejércitos, que navegaron en barcos hasta el estuario del Drengist y desde allí cayeron sobre los enemigos, obteniendo la victoria. 
Durante la Nírnaeth Arnoediad, ante el avance de las tropas de Morgoth por todo Beleriand, muchos buscaron refugio tras los altos muros de los Puertos de Círdan. Pero Morgoth se dio cuenta de que los Puertos servían de refugio y envió a sus ejércitos a las Falas, que quedaron arrasadas, y sitiaron Brithombar y Eglarest, que pronto fueron destruidos y con ellos la mayor parte del pueblo de Círdan. Sin embargo, algunos lograron escapar en los barcos a la Isla de Balar y con ellos Círdan y Gil-Galad, a quien su padre había enviado a vivir con Círdan antes de la batalla. 
Cuando el Rey Turgon de Gondolin supo del refugio de Círdan en la Isla de Balar, envió mensajeros, entre los que se encontraba Voronwë, que pidieron a Círdan que construyera barcos para que los Eldar pudieran navegar hasta Aman. Círdan construyó siete barcos, pero no hubo noticias de ninguno, salvo de uno, el capitaneado por Voronwë, que regresó a la Tierra Media al rendirse a la ira del mar.
En el año 495 P. E., Ulmo se presentó ante Círdan y le avisó del peligro en que se encontraba Nargothrond, así que Círdan envió a dos de los Elfos que vivían ahora con su pueblo, Gelmir y Arminas, para que avisaran al Rey Orodreth que destruyera el puente sobre el río Narog, que servía de acceso a Nargothrond. Sin embargo, bajo el consejo de Túrin, Orodreth se negó y su reino fue destruido. 
Años después, Círdan hizo amistad con Eärendil, que vivía en Arvernien con los supervivientes de los desastres de Doriath y Gondolin. Con la ayuda de Círdan, Eärendil construyó el barco Vingilot, con el que llegaría a Aman, desatando la Guerra de la Cólera y la derrota de Morgoth.

### En la Segunda Edad
A comienzos de la Segunda Edad, se fundaron en el Golfo de Lhûn los Puertos Grises, Mithlond en la lengua sindarin. Círdan se convirtió en el Señor y Protector de los Puertos. Además se encargó de construir numerosos barcos para que los Elfos que así lo quisieran pudieran viajar a Aman. También algunos de estos barcos sirvieron para llevar a los Edain hasta Númenor, que fue levantada del mar por los Valar para ellos. Y Círdan fue quien designó a los Elfos que capitanearon y llevaron dichos barcos hasta la isla.
Muchos años más tarde, Aldarion de Númenor llegó con su abuelo Vëantur a los Puertos Grises y allí hizo amistad con Círdan y este le enseñó el arte de la construcción de barcos y de la fortificación de ciudades. Además Círdan le regaló una imagen de un águila con el pico dorado y los ojos brillantes, y Aldarion la puso en la proa de su barco, Hirilondë.
En el año 1695, Sauron, el mayor servidor de Morgoth, reapareció en la Tierra Media e invadió la región de Eriador. Círdan y su pueblo participaron en la defensa de Lindon. 
Gil-galad, poco antes de partir a la Guerra de la Última Alianza, le entregó a Círdan el Tercer Anillo de los Elfos, Narya el Rojo, que Celebrimbor le había dado a él anteriormente. Círdan también fue a la guerra y tras la derrota de Sauron, él y Elrond aconsejaron a Isildur que destruyera el Anillo Único de Sauron en el fuego de Orodruin para que Sauron quedara derrotado por siempre; Isildur, cautivado por el Anillo, no les hizo caso.

### En la Tercera Edad
A la llegada de Mithrandir, le confió Narya, el Anillo del Fuego, para que lo ayude en sus trabajos y fatigas, ya que Círdan veía más profundamente que nadie en la Tierra Media, y por ello fue capaz de ver la mayor altura espiritual de Mithrandir. 
Círdan ofreció su ayuda a los Dúnedain en sus luchas contra Sauron, sobre todo al Reino de Arnor que estaba constantemente en guerra con Angmar. En 1409 TE, el Rey Brujo invadió Cardolan, destruyó Amon Sûl y dio muerte al Rey Arveleg I de Arthedain. El hijo de este, Araphor, consiguió expulsar a los enemigos de Fornost y de las Quebradas del Norte con la ayuda de Círdan.
En 1974 TE el Rey Brujo destruyó Arthedain y su rey, Arvedui, huyó a Forochel. Sin embargo, su hijo Aranarth fue a Lindon e informó a Círdan sobre el paradero de su padre. Círdan envió inmediatamente un barco para recoger a Arvedui, sin embargo una tormenta hundió el navío y el rey falleció. Ese mismo año, ejércitos de Lindon, Rivendel y Gondor consiguieron destruir el Reino de Angmar. 
En el año 2463 TE se fundó el Concilio Blanco y Círdan formó parte de él.
Círdan no asistió al Concilio de Elrond y envió al elfo Galdor como su representante, ya que no podía abandonar los Puertos Grises y dejarlos sin protección.
Finalizada la Guerra del Anillo, Círdan recibió en los Puertos a los Guardianes de los Anillos y a los Hobbits Frodo y Bilbo Bolsón, y les dio uno de los barcos para que viajaran a Aman.
No se sabe con certeza su destino último, pero es probable que haya permanecido en los Puertos Grises hasta que partió el último barco élfico y que en ese barco él también partió rumbo al oeste.

## En la adaptación cinematográfica de El Señor de los Anillos
En la trilogía de El Señor de los Anillos dirigida por Peter Jackson, Círdan es interpretado por Michael Elsworth. Aparece brevemente en la primera y la tercera películas. Su primera aparición se produce durante el monólogo de Galadriel al comienzo de La Comunidad del Anillo, en la breve escena en la que aparecen los tres guardianes de los anillos élficos. Aparece por segunda vez al final de El retorno del Rey, en la escena de los Puertos Grises, cuando Galadriel, Celeborn, Elrond, Gandalf, Bilbo y Frodo suben a bordo del barco que les llevará hasta Aman. No obstante, de nuevo aparece brevemente, detrás de los demás personajes, y luego se sube al barco mientras Frodo se despide de Sam, Merry y Pippin. Esto no aparece de forma clara en el libro, pues Círdan solo dice que por fin abandonará la Tierra Media cuando el último barco parta. 
Su papel como lugarteniente de Gil-Galad es ocupado por Elrond en la primera película, cuando en los libros, Elrond es el heraldo, no el lugarteniente. De acuerdo también con el libro, Círdan debería estar en la escena en la que Elrond implora a Isildur para que arroje el Anillo Único al fuego de Orodruin, pero no está.
- Datos: Q719647